# Sylvain Hétu
 (janvier 2020).
Si vous disposez d'ouvrages ou d'articles de référence ou si vous connaissez des sites web de qualité traitant du thème abordé ici, merci de compléter l'article en donnant les références utiles à sa vérifiabilité et en les liant à la section « Notes et références ».
Pour les articles homonymes, voir Hétu.
Sylvain Hétu est un acteur québécois spécialisé dans le doublage. Il est la voix québécoise de Jason Statham, Mark Ruffalo, Jon Favreau, Willem Dafoe, Brendan Gleeson, Seth Green et Rick Sanchez dans Rick et Morty.

## Biographie
Sylvain Hétu est diplômé du Conservatoire d'art dramatique de Montréal, promotion 1984.

## Doublage

### Animation
- 2003 : Trouver Nemo : Gill
- 2005 : La Mariée cadavérique : Lord Barkis Bittern
- 2005 : Petit Poulet : Buck Cluck
- 2006 : Les Bagnoles : Le King
- 2006 : Le Tyran des Fourmis : Stan Beals
- 2007 : Ratatouille : Anton Ego
- 2008 : Garfield : Panne d'humour : Garfield
- 2009 : Garfield : Une force de la nature : Garfield / Gazaska
- 2009 : La Princesse et la Grenouille : James
- 2010 : Dragons : Stoick l'Immense
- 2010 : Histoire de jouets 3 : Labrosse
- 2011 : Rango : Bad Bill
- 2012 : Aventures à Zambézie : Tendai
- 2012 : Les Pirates ! Bande de nuls ! : Le Pirate avec la goutte
- 2012 : Rebelle : Roi Fergus
- 2013 : La Légende de Sarila : Kauji
- 2014 : Dragons 2 : Stoick l'Immense
- 2014 : Les Avions : Les Pompiers du ciel : Blade Ranger
- 2015 : Le Bon Dinosaure : Blizzard / Earl
- 2016 : Les Cigognes : Le loup Bêta
- 2016 : Zootopia : M. Manchas
- 2016 : Trouver Doris : Zouvies
- 2016 : Les Trolls : Roi Papi
- 2016 : Chantez ! : Stan
- 2017 : Lego Batman, le film : Agent Smith
- 2017 : Les Bagnoles 3 : Le King
- 2017 : Opération noisettes 2 : Frankie
- 2018 : Elliot : Le plus petit des rennes : le père Noël
- 2019 : Dragons : Le monde caché : Stoick l’Immense
- 2019 : Histoire de jouets 4 : Labrosse

### Télévision
- 1989 : Les Simpson : Kent Brockman (depuis la saison 18) / Lrrr (épisode : "Simpsorama")
- 2011 : La Retenue : Principal Général Barrage
- 2013 : Rick et Morty : Rick Sanchez
- 2016 : Enquêtes gourmandes : Meurtre al dente : Frank (Aaron Douglas)
- 2019 : Les Griffin : Donald Trump (saison 17), Mark Ruffalo (saison 17)

### Jeux vidéo
- 2011 : Assassin's Creed: Revelations : Abbas Sofian
- 2012 : Assassin's Creed 3 : Samuel Smythe
- 2013 : Assassin's Creed IV: Black Flag : Edward "Barbe Noire" Teach
- 2014 : Assassin's Creed Unity : Victor